# Estación Central
Estación Central é uma das 32 comunas que compõem a cidade de Santiago, capital do Chile.
Limita-se a noroeste com a comuna de Lo Prado; a norte com Quinta Normal; a sudoeste com Maipú; a sul com Cerrillos; a leste com a comuna de Santiago; a oeste com Pudahuel.

## Esportes
Nesta comuna se situa um dos clubes do Campeonato Chileno de Futebol, o Ferroviarios de Chile, que joga de mandante no Estádio Ferroviário Hugo Arqueros Rodríguez. O Club Deportivo Ferrobádminton, uma breve fusão deste clube com o Club de Deportes Badminton, também jogou aí.